# Станції Альмухаметово
Станції Альмухаме́тово (рос. Станции Альмухаметово, башк. Әлмөхәмәт станцияһы) — присілок (у минулому селище) у складі Абзеліловського району Башкортостану, Росія. Входить до складу Альмухаметовської сільської ради.
Населення — 396 осіб (2010; 465 в 2002).
Національний склад:
- башкири — 91%